# ويليام تومسون (لاعب كريكت)
ويليام تومسون (24 يونيو 1882 في المملكة المتحدة - 19 أكتوبر 1954 في المملكة المتحدة) (بالإنجليزية: William Thompson)‏ هو لاعب كريكت بريطاني (وحمل سابقاً جنسية المملكة المتحدة لبريطانيا العظمى وأيرلندا). لعب مع نادي مقاطعة ديربيشاير للكريكت ‏.